# Sarracenia purpurea
Sarracenia purpurea L., 1753 è una pianta carnivora della famiglia delle Sarraceniacee.

## Descrizione
Pianta con foglie modificate in ascidi simili a lunghi otri con la parte apicale trasformata in cappuccio. La trappola è costituita dagli ascidi alti 10–30 cm, disposti a rosetta, di colore verde con striature rossastre che tendono a formare un colore rosso-porpora lucente. Per attirare le prede utilizza il nettare dal sapore dolciastro che viene prodotto soprattutto nel cappuccio dell'ascidio e nell'imboccatura. Il cappuccio è piccolo e non copre l'imboccatura dell'ascidio il quale viene riempito di acqua piovana. Le prede dapprima cadono nell'ascidio, poi annegano e infine, decomponendosi nell'acqua, vengono digerite dalla pianta. A differenza di altre specie di Sarracenia la S. purpurea non rilascia enzimi per completare la digestione delle catture. Lo stelo che porta il fiore (scapo) raggiunge i 60 cm di altezza. I fiori sono globosi e di color rosso scuro.

## Distribuzione e habitat
Questa specie è originaria dell'America del Nord e il suo areale si estende a nord sino alla zona dei Grandi Laghi e nel sudest del Canada. Al di fuori del suo territorio di origine è stata introdotta in alcuni paesi europei, ove si è naturalizzata. Tra questi la Svizzera, ove esiste una popolazione nel massiccio alpino del Giura nota da oltre un secolo, in Irlanda, Gran Bretagna e Germania.

## Tassonomia
Sono note due sottospecie:
- Sarracenia purpurea subsp. purpurea
- Sarracenia purpurea subsp. venosa (Raf.) Wherry

## Coltivazione
Pianta semplice da coltivare, non richiede terrario o serra. Come tutte le piante carnivore va annaffiata unicamente con acqua distillata o piovana o purificata a osmosi inversa, versando acqua nel sottovaso e non dall'alto. Durante il periodo di riposo invernale si elimina il sottovaso e il substrato deve essere leggermente umido. Se esposta in pieno sole per molte ore prende una colorazione rossastra dovuta allo sviluppo di antociani, altrimenti rimane verde con qualche venatura rossa.